# William Levy
William Gutiérrez Levy (Cojímar, 29 de agosto de 1980) es un actor y modelo cubanoestadounidense.

## Biografía
Nació en Cojímar, municipio de Habana del Este en la provincia de La Habana. Su abuelo materno era un judío asquenazí, el cual tuvo que separarse de su propia familia cuando se casó con una cubana no judía; en una entrevista comentó que creció en un ambiente familiar no religioso. Él y sus hermanos fueron abandonados por su padre a temprana edad, por lo que crecieron al cuidado de su madre y la familia de esta. Poco antes de cumplir quince años emigró legalmente a Estados Unidos debido a que su padrastro obtuvo asilo político y pudo sacar a su familia de Cuba. Estudió actuación en Miami, Los Ángeles, y Ciudad de México.
Mientras estudiaba en la escuela secundaria destacó en la práctica del béisbol, lo que le permitió conseguir una beca para asistir a la universidad. Empezó su estudios en administración de empresas, pero después de dos años los interrumpió para incursionar en la industria del entretenimiento. Fue contratado como modelo por la agencia Next Models. Posteriormente participó en dos realities de televisión transmitidos por Telemundo: Isla de la tentación y Protagonistas de novela 2. En este último conoció a la actriz mexicana-estadounidense Elizabeth Gutiérrez, ambos tienen un hijo, llamado Christopher Alexander nació en marzo de 2006 y una hija nacida en marzo de 2010.
En julio de 2009 se convirtió al catolicismo. Ha adoptado a 36 niños a través de la fundación mexicana «Un kilo de ayuda».

### Carrera
Inició su carrera como actor de telenovelas en Miami, trabajando en producciones de Venevisión Internacional que se transmitieron originalmente en Estados Unidos de América por la cadena hispana Univision. Debutó en Olvidarte jamás, protagonizada por Sonya Smith. Posteriormente actuó en Mi vida eres tú, con Scarlet Ortiz y Jorge Aravena. Su siguiente proyecto fue la telenovela Acorralada, donde actuó al lado de Mariana Torres. En esa producción interpretó a Larry Irazabal hermano de Maximiliano Irazabal encarnado por David Zepeda.
La productora Carla Estrada le dio la oportunidad de incursionar en la televisión mexicana con el melodrama de Televisa ambientado en la época de piratas Pasión, protagonizado por Susana González y Fernando Colunga. Su primer protagónico fue al lado de Maite Perroni en la telenovela Cuidado con el ángel; de acuerdo a la revista estadounidense Entertainment Weekly la misma rompió récords de audiencia en EE. UU. donde se transmitió por Univision. En 2008 hizo su debut en cine con la película Retazos de vida de la directora ecuatoriana Viviana Cordero, junto a Erika Vélez. La película fue filmada en Guayaquil, Ecuador.
En 2009 protagonizó junto a Jacqueline Bracamontes la telenovela Sortilegio, una nueva versión de la telenovela Tú o nadie que en 1985 protagonizaron Lucía Méndez y Andrés García, ahora bajo la producción de Carla Estrada. Ese mismo año incursiona en el doblaje de películas prestando su voz en la película animada Planet 51 al personaje del astronauta Capitán Charles 'Chuck' Baker (que originalmente hace Dwayne "The Rock" Johnson). La película fue estrenada el 27 de noviembre en México.El 17 de noviembre de 2009 en Morelia, México se estrenó la obra de teatro Un amante a la medida la cual protagonizó y coprodujo y con la que recorrió varias ciudades de la República mexicana, la misma cambió de nombre a Una amante perfecto.
En 2010 fue la imagen para la marca de ropa Dolce & Gabbana protagonizando su campaña publicitaria. En 2010/2011 protagonizó Triunfo del amor al lado de Maite Perroni producida por Salvador Mejía. Igualmente participó en la tercera temporada de Mujeres asesinas del productor Pedro Torres, junto a Belinda. En diciembre de 2010 salió a la venta un calendario para 2011 con fotografías del actor.
En 2011 trabajó como modelo para un vídeo musical del tema "I'm Into You" de Jennifer López que grabaron en la Riviera Maya. En octubre de ese año sustituyó de manera temporal a Jorge Salinas en la obra de teatro Perfume de Gardenia.
En 2012 participó en dos episodios de la serie de televisión del canal VH1 llamada Single Ladies. Participó en la temporada 14 de Dancing with the Stars con la dos veces campeona Cheryl Burke como su pareja de baile; ellos terminaron en el tercer puesto.
En 2013 protagonizó junto a Ximena Navarrete la telenovela La tempestad.
En 2014 debuta en Hollywood en el filme The Single Moms Club y en octubre se estrenó la película Addicted junto a Sharon Leal.
En 2017, hace su participación en la sexta y última película de la saga Resident Evil: The Final Chapter junto a Milla Jovovich.
En septiembre de 2018 se unió a la tercera y última temporada de la serie de televisión Star producida por Fox junto a Queen Latifah y Benjamin Bratt.

## Trayectoria

### Televisión
| Año        | Tìtulo                     | Personaje                                         |
| ---------- | -------------------------- | ------------------------------------------------- |
| 2002       | La isla de la tentación    |                                                   |
| 2002       | Protagonistas de novela II |                                                   |
| 2005       | Olvidarte jamás            | Germán Torres                                     |
| 2006       | Mi vida eres tú            | Federico Amaya                                    |
| 2007       | Acorralada                 | Larry Irazábal Alarcón                            |
| 2007-2008  | Pasión                     | Vasco Darién                                      |
| 2008-2009  | Cuidado con el ángel       | Juan Miguel San Román Bustos                      |
| 2008, 2011 | Plaza Sesamo               | William                                           |
| 2009       | Sortilegio                 | Alejandro Lombardo Villavicencio                  |
| 2010       | Mujeres asesinas (México)  | El Conde Fonsi / episodio "Annette y Ana, nobles" |
| 2010-2011  | Triunfo del amor           | Maximiliano Sandoval Montenegro                   |
| 2012       | Single Ladies              | Antonio                                           |
| 2012       | Dancing with the Stars     | El mismo                                          |
| 2013       | La tempestad               | Capitán Damián Fabré / Michel Fabré               |
| 2018-2019  | Star                       | Mateo Ferrera                                     |
| 2021       | Café con aroma de mujer    | Sebastián Vallejo Saènz                           |
| 2023       | Montecristo                | Edmundo Dantés / Alejandro Montecristo            |
| 2023-2024  | Vuelve a mí                | Santiago Zepeda                                   |
| 2025       | Camino a Arcadia           | Pablo                                             |

### Cine
| Año  | Tìtulo                           | Personaje        |
| ---- | -------------------------------- | ---------------- |
| 2008 | Retazos de vida                  | Thiago           |
| 2014 | The Single Moms Club             | Manny            |
| 2014 | Addicted                         | Quentin Matthews |
| 2016 | Term Life                        | Alejandro        |
| 2017 | Resident Evil: The Final Chapter | Christian        |
| 2017 | Girl Trip                        | Él mismo         |
| 2017 | A change of Heart                | Carlos           |
| 2017 | El Guerrero                      | Warrior          |
| 2017 | Girl Trip                        | El mismo         |
| 2018 | El fantasma de mi novia          | Chepa            |
| 2018 | Cinderelo                        | Brando           |
| 2019 | En brazos de un asesino          | Víctor Faust     |
| 2021 | South beach love                 | Tony Rodriguez   |
| 2025 | Bajo un volcán                   | Mario Torres     |

### Teatro
| Año       | Tìtulo                                   |
| --------- | ---------------------------------------- |
| 2009-2010 | Un amante a la medida/Un amante perfecto |
| 2011      | Perfume de Gardenia                      |

### Vídeos musicales
| Año  | Tìtulo       | Artista        |
| ---- | ------------ | -------------- |
| 2011 | I'm Into You | Jennifer López |

### Comerciales
- Emidio Tucci para El Corte Inglés (2022)[47]
- Magnat de Ésika (2015)[48]
- Crest con Oral B (2013)[49]
- Pepsi Next - (2013)[50]
- M&M's (2012)[51]
- AT&T (2012)[52]
- Sabritas (2011)[53]

### Doblaje
- Planet 51 - Capitán Charles "Chuck" Baker (Dwayne Johnson)[12]

## Premios y reconocimientos
- 2014: Llave de la Ciudad de Miami otorgado por el Ayuntamiento en reconocimiento a sus logros profesionales y su historia de superación.[54]
- 2012: Portavoz oficial de los premios Herencia Hispana Juvenil 2012 para la Fundación Herencia Hispana (HHF, por sus siglas en inglés).[55]
- 2012: Inspira Award, otorgado por The Hispanic Heritage Foundation por "Ser un modelo de comportamiento positivo a seguir".[56]
- 2008: Plasmó sus huellas en la Plaza de las Estrellas de la Ciudad de México en mayo.[57]

### Premios Bravo
| Año  | Categoría              | Trabajo    | Resultado |
| ---- | ---------------------- | ---------- | --------- |
| 2010 | Mejor actor            | Sortilegio | Ganador   |
| 2008 | Mejor actor revelación | Pasión     | Ganador   |

### Premios Juventud
| Año  | Categoría        | Trabajo              | Resultado |
| ---- | ---------------- | -------------------- | --------- |
| 2014 | ¡Está buenísimo! | La tempestad         | Ganador   |
| 2011 | ¡Está buenísimo! | Triunfo del amor     | Ganador   |
| 2010 | ¡Está buenísimo! | Sortilegio           | Ganador   |
| 2009 | ¡Está buenísimo! | Cuidado con el ángel | Ganador   |

### Premios TVyNovelas
| Año  | Categoría   | Trabajo    | Resultado |
| ---- | ----------- | ---------- | --------- |
| 2010 | Mejor actor | Sortilegio | Nominado  |

### Califa de oro
| Año  | Categoría                       | Trabajo          | Resultado |
| ---- | ------------------------------- | ---------------- | --------- |
| 2009 | Mejor actor protagónico del año | Sortilegio       | Ganador   |
| 2011 | Mejor actuación del año         | Triunfo del amor | Ganador   |

### Premios Casandra
| Año  | Categoría            | Trabajo          | Resultado |
| ---- | -------------------- | ---------------- | --------- |
| 2012 | Revelación de imagen | Triunfo del amor | Ganador   |

### People en Español
| Año  | Categoría                                 | Trabajo              | Resultado |
| ---- | ----------------------------------------- | -------------------- | --------- |
| 2013 | Mejor actor                               | La tempestad         | Nominado  |
| 2013 | Mejor pareja (con Ximena Navarrete)       | La tempestad         | Nominado  |
| 2013 | El más sexy del Twitter                   | William Levy         | Nominado  |
| 2013 | William Levy, piloto de avión             | William Levy         | Nominado  |
| 2012 | Rey del Twitter                           | William Levy         | Nominado  |
| 2011 | Pareja del año (con Maite Perroni)        | Triunfo del amor     | Ganador   |
| 2011 | Mejor actor                               | Triunfo del amor     | Nominado  |
| 2011 | El mejor vestido del año                  | William Levy         | Nominado  |
| 2010 | Mejor actor                               | Sortilegio           | Nominado  |
| 2010 | Mejor pareja (con Jacqueline Bracamontes) | Sortilegio           | Nominado  |
| 2010 | El mejor vestido del año                  | William Levy         | Nominado  |
| 2009 | Mejor pareja (con Maite Perroni)          | Cuidado con el ángel | Nominado  |
| 2009 | Mejor actor                               | Cuidado con el ángel | Nominado  |

- 2013: La revista People en Español lo nombró como uno de "Los 50 más bellos".[73]
- 2012: La revista People en Español lo nombró como uno de "Los 50 más bellos".[74]
- 2011: La revista People en Español lo nombró como uno de "Los 50 más bellos".[75]
- 2010: La revista People en Español lo nombró como uno de "Los 50 más bellos".[76]
- 2009: La revista Cosmopolitan lo nombró como el "Cosmo hombre" y "'Hombre más deseado de 2009".[77]
- 2009: La revista People en Español lo nombró como uno de "Los 25 hombres más guapos".[78]
- 2009: La revista People en Español lo nombró como uno de "Los 50 más bellos".[79]
- 2008: En México, encabezó la lista de "Los 12 hombres más sexys" publicada por la revista Quién.[80]
- 2008: La revista People en Español lo nombró como uno de "Los 50 más bellos".[81]
- 2006: La revista People en Español lo nombró como uno de "Los 20 solteros más sexys".[82]